# Гудо Висконти
Гудо Висконти (итал. Gudo Visconti) је насеље у Италији у округу Милано, региону Ломбардија.
Према процени из 2011. у насељу је живело 1638 становника. Насеље се налази на надморској висини од 111 м.

## Становништво
| 1931. | 1936. | 1951. | 1961. | 1971. | 1981. | 1991. | 2001. | 2011. |
| ----- | ----- | ----- | ----- | ----- | ----- | ----- | ----- | ----- |
| 562   | 607   | 614   | 509   | 381   | 576   | 955   | 1.309 | 1.711 |